# Long Qingquan
Long Qingquan (chiń. upr. 龙清泉; chiń. trad. 龍清泉; pinyin Lóng Qīngquán; ur. 3 grudnia 1990 w Longshan) – chiński sztangista, startujący w wadze koguciej (do 56 kg), dwukrotny mistrz olimpijski i wielokrotny medalista mistrzostw świata.

## Kariera
Pierwszy sukces osiągnął w 2008 roku, kiedy na igrzyskach olimpijskich w Pekinie zwyciężył z wynikiem w dwuboju 292 kg. Wynik ten powtórzył na rozgrywanych rok później mistrzostwach świata w Koyang, zdobywając kolejne złoto. Następnie zdobywał srebrne medale podczas mistrzostw świata w Antalyi w 2010 roku oraz mistrzostw świata we Wrocławiu w 2013 roku. Kolejny medal wywalczył na mistrzostwach świata w Ałmaty, zajmując trzecie miejsce za Om Yun-cholem z Korei Północnej i Wietnamczykiem Thạch Kim Tuấnem. W 2016 roku triumfował na igrzyskach olimpijskich w Rio de Janeiro, ustanawiając jednocześnie rekord świata z wynikiem 307 kg. Na podium stanęli także Om Yun-chol i Sinphet Kruaithong z Tajlandii.

## Osiągnięcia
| Rok  | Zawody               | Miasto         | Miejsce | Kategoria | Wynik  |
| ---- | -------------------- | -------------- | ------- | --------- | ------ |
| 2008 | Igrzyska olimpijskie | Pekin          | 1       | do 56 kg  | 292 kg |
| 2009 | Mistrzostwa świata   | Koyang         | 1       | do 56 kg  | 292 kg |
| 2010 | Mistrzostwa świata   | Antalya        | 2       | do 56 kg  | 288 kg |
| 2013 | Mistrzostwa świata   | Wrocław        | 2       | do 56 kg  | 287 kg |
| 2014 | Mistrzostwa świata   | Ałmaty         | 3       | do 56 kg  | 293 kg |
| 2016 | Igrzyska olimpijskie | Rio de Janeiro | 1       | do 56 kg  | 307 kg |